# Arpád Regecký
Arpád Regecký (25. srpna 1905 Nádas, nyní Hontianske Trsťany – 19. března 1983 Košice), uváděný také jako Arpád Regéczi, Arpád Regeczy, Árpád Regéczi, Árpád Regéczy nebo Árpád Regéci, byl slovenský fotbalista a trenér. Je pohřben v Košicích.
Stál při zrodu klubu ŠK Železničiari Košice, který později vešel do československých fotbalových dějin jako Dynamo ČSD/Lokomotíva Košice.

## Hráčská kariéra
Hrál v mužstvech ŠK Slávia Košice a ČsŠK Košice.

## Trenérská kariéra
Začínal jako hrající trenér košického ČsŠK a poté působil u košického VSC. Od roku 1945 působil v Jednotě Košice. V československé lize vedl Dynamo ČSD Košice v ročnících 1949, 1950 a 1951 (do poloviny jarní části sezony). V 50. letech 20. století trénoval také mužstvo Medzevu a Trebišova.